# Dictyodes dictyodes
Dictyodes dictyodes är en tvåvingeart som först beskrevs av Christian Rudolph Wilhelm Wiedemann 1830.  Dictyodes dictyodes ingår i släktet Dictyodes och familjen kärrflugor. Inga underarter finns listade i Catalogue of Life.